# Tristan Thompson
Tristan Trevor James Thompson (ur. 13 marca 1991 w Brampton) – kanadyjski koszykarz, występujący na pozycjach silnego skrzydłowego lub środkowego, mistrz NBA z 2016, od 2023 zawodnik Cleveland Cavaliers.
W 2010 wystąpił w meczu wschodzących gwiazd – Nike Hoop Summit oraz McDonald’s All-American.
Thompson urodził się w Brampton i jest najstarszym z czwórki synów Trevora i Andrei Thompsonów. Jego brat, Dishawn, obecnie gra w koszykówkę w jednym z kanadyjskich liceów i jest wysoko ceniony. 23 czerwca 2011 roku został wybrany z 4 numerem w Drafcie NBA przez Cleveland Cavaliers. Thompson reprezentował Kanadę na Mistrzostwach Ameryki do lat 18 w 2008 roku, gdzie zdobyła brązowy medal. Następnie reprezentował swój kraj na Mistrzostwach Świata U-19 rozegranych w Nowej Zelandii.
30 listopada 2020 został zawodnikiem Boston Celtics. 7 sierpnia 2021 trafił w wyniku wymiany do Sacramento Kings. 8 lutego 2022 został wytransferowany do Indiana Pacers. 15 lutego 2022 został zwolniony. 19 lutego 2022 zawarł umowę do końca sezonu z Chicago Bulls. Cleveland Cavaliers

## Osiągnięcia
Stan na 18 września 2023, na podstawie, o ile nie zaznaczono inaczej.
NCAA
- Uczestnik:
  - II rundy turnieju NCAA (2011)
  - meczu gwiazd NCAA – Reese’s College All-Star Game (2017)
- Najlepszy pierwszoroczny zawodnik konferencji Big 12 (2011)[10]
- Zaliczony do:
  - II składu All-Big 12 (2011)
  - I składu:
    - defensywnego Big 12 (2011)
    - turnieju Big 12 (2011)
    - debiutantów Big 12 (2011)

NBA
- Mistrz NBA (2016)[11]
- Wicemistrz NBA (2015, 2017, 2018)[12]
- II składu debiutantów NBA (2012)[13]
- Uczestnik Rising Stars Challenge (2012, 2013)

Reprezentacja
- Brązowy medalista mistrzostw Ameryki U–18 (2008)
- Uczestnik mistrzostw świata U–19 (2009 – 7. miejsce)
- MVP Nike Global Challenge (2009)
- Zaliczony do I składu turnieju NIKE Global Challenge (2009)
- Uczestnik:
  - mistrzostw Ameryki (2013 – 6. miejsce)
  - Pucharu Kontynentalnego Tuto Marchanda (2013 – 5. miejsce)